# خورخي أولغين
خورخي ماريو أولغين (بالإسبانية: Jorge Olguín)‏ (مواليد 17 مايو 1952 في بوينس آيرس، الأرجنتين) هو لاعب كرة قدم أرجنتيني دولي سابق كان يلعب كمدافع. اعتزل اللعب عام 1988. سبق له أن لعب في كأس العالم لكرة القدم مع منتخب بلاده. بدأ مسيرته الرياضية عام 1971 مع نادي سان لورينزو. لعب خلال مسيرته 522 مباراة سجل خلالها 52 هدفاً.
وهو ربما أكثر شهرة لأنه كان جزءاً من الفريق الفائز بكأس العالم 1978.

## مسيرته الكروية
لعب خورخي أولغين خلال مسيرته الاحترافية مع 3 أندية في ثمانية عشر موسمًا وسجل خلالها 53 هدفًا ضمن 527 مباراة. ولم يفز بأي موسم بالكأس وفاز في خمسة مواسم بالدوري.
خاض خورخي أولغين مسيرته مع نادي سان لورينزو في موسم 1971 ليلعب معه تسعة مواسم، مشاركًا في 252 مباراة سجل خلالها 18 هدفًا. ثم انتقل إلى نادي إنديبندينتي في موسم 1980 ليلعب معه أربعة مواسم، حيث شارك في 127 مباراة سجل خلالها 13 هدفًا. لينتقل بعدها إلى نادي أرجنتينوس جونيورز في موسم 1984 ليلعب معه خمسة مواسم، مشاركًا في 148 مباراة سجل خلالها 22 هدفًا.

## روابط خارجية
- خورخي أولغين على موقع الاتحاد الدولي (مؤرشف)  (الإنجليزية)
- خورخي أولغين على موقع الاتحاد الأوربي (الإنجليزية)
- خورخي أولغين على موقع قاعدة بيانات كرة القدم.إي يو (الإنجليزية)
- خورخي أولغين على موقع ناشيونال فوتبول تيمز (الإنجليزية)
- خورخي أولغين على موقع عالم كرة القدم.نت (الإنجليزية)